# Pachycondyla exarata
Pachycondyla exarata är en myrart som beskrevs av Carlo Emery 1901. Pachycondyla exarata ingår i släktet Pachycondyla och familjen myror. Inga underarter finns listade i Catalogue of Life.